# Granito (Pernambuco)
Granito is een gemeente in de Braziliaanse deelstaat Pernambuco. De gemeente telt 6.955 inwoners (schatting 2009).
De gemeente grenst aan Exu, Moreilândia, Parnamirim, Serrita en Bodocó.